# 加沙島
加沙島 （かさとう、カサ＝ド、朝: 가사도）は、朝鮮半島南西沖にある島（北緯34度28分45秒 東経126度2分57秒 / 北緯34.47917度 東経126.04917度）。大韓民国全羅南道珍島郡鳥島面に属する。

## 概要
加沙島は、朝鮮半島南西端付近にある珍島の西の沖合にある島嶼のひとつである。島の北東に位置する穴島（ヒョル＝ド、혈도）、松島（ソン＝ド、송도）、広島（クァンド、광도）、東に位置する主之島（チュジ＝ド、주지도）、両徳島（ヤンドク＝ト、양덕도）、南に位置する大小童島（テソドン＝ド、대소동도）、小小童島（ソソドン＝ド、소소동도）、西に位置する馬島（マ＝ド、마도）、さらに西に離れた外孔島（ウェゴン＝ド、외공도）、加徳島（カドク＝ト、가덕도）、接友島（チョブ＝ド、접우도）などとともに加沙群島 (ko:가사군도) を構成している。面積は、約6.4平方キロメートル。海流の影響で年の半分以上は霧に覆われる。
島の名称は、鎮守となっている山の形が袈裟に似ていたため、この島を「袈裟島」（カサ＝ド、가사도）と呼んでいたことに由来する。島にはカオリナイトの鉱山がある。島の南端には、加沙灯台がある。